# Desde Barón a Bilbao
Desde Barón a Bilbao es el cuarto disco en directo de la banda española de Heavy metal Barón Rojo, editado en 2007.
Fue grabado para conmemorar sus 25 años de carrera musical, en las fiestas locales de la Semana Grande bilbaína (Aste Nagusia), el 23 de agosto de 2007. El disco contiene dos CD con el concierto íntegro, y el DVD contiene fotos de toda su historia, fotos del concierto, una entrevista a Barón Rojo y el making of. Posiblemente es el disco grabado en directo con mejor sonido de la banda, y el DVD contiene las imágenes de mayor calidad de cuantos directos ha publicado Barón Rojo. Además, viene con un libreto con fotografías de su historia. De este disco se volvería a sacar en el año 2010 una nueva edición, que consistía en una versión reducida del concierto, que a su vez incorporaba algunos bonus tracks inéditos, como la balada "También por tí" y "Crossroads". La formación que llevó a cabo la grabación del disco estuvo constituida por Armando y Carlos de Castro, Ángel Arias y José Martos.

## Lista de canciones

### Cd 1
1. Intro - Bilbao - 0:30
2. Al Final Perderán - 5:02
3. Barón Rojo - 6:47
4. Desertores Del Rock - 4:20
5. Larga Vida Al Rock & Roll - 3:27
6. Hombre De Las Cavernas - 4:11
7. Incomunicación - 7:54
8. Caballo Desbocado - 4:16
9. Satánico Plan (Volumen Brutal) - 6:36
10. Armando Tiempo - 4:12
11. Little Wing - 1:55
12. Vampiros Y Banqueros - 5:44
13. Hermano Del Rock & Roll - 3:47
14. El Barón Vuela Sobre Inglaterra - 2:46
15. Toma-Martos - 2:52
16. Fronteras - 4:10
17. Tu Infierno - 5:26

### Cd 2
1. Cueste Lo Que Cueste - 7:55
2. Bajo Tierra - 4:52
3. Concierto Para Ellos - 6:15
4. Cuerdas De Acero "Another One Bites The Dust" - 6:24
5. Czardas - 1:50
6. Con Botas Sucias "Land Of A Thousand Dances + Day Tripper" - 7:01
7. Los Rockeros Van Al Infierno "Smoke On the Water + Hiahway to Hell" - 11:40
8. Nada Que Hablar - 5:30
9. Hijos De Caín - 7:51
10. Resistiré - 6:56
11. Siempre Estás Allí - 8:32

## Lista de canciones (Edición Especial 2010)
1. Larga Vida Al Rock & Roll - 3:27
2. Barón Rojo - 6:47
3. Incomunicación - 7:54
4. Cuerdas De Acero "Another One Bites The Dust" - 6:24
5. Los Rockeros Van Al Infierno "Smoke On the Water + Hiahway to Hell" - 11:40
6. Satánico Plan (Volumen Brutal) - 6:36
7. Resistiré - 6:56
8. Con Botas Sucias "Land Of A Thousand Dances + Day Tripper" - 7:01
9. También por ti (Bonus Tracks)
10. Crossroads "Improvisación + Little Wing (Bonus Tracks)

## Formación
- Carlos de Castro - guitarra, voz y coros
- Armando de Castro - guitarra, voz y coros
- Ángel Arias - bajo, voz y coros
- José Martos - batería, coros